# Vanessa itea
Espèce
Vanessa itea est une espèce de papillons migrateurs de la famille des Nymphalidae de la sous-famille des Nymphalinae et du genre Vanessa qui réside en Australie et en Nouvelle-Zélande.

## Dénomination
Vanessa itea (Frederick McCoy, 1868)
Synonymes : Papilio itea (Fabricius, 1775).

### Noms vernaculaires
Se nomme en anglais « Australian Admiral » et en Māori « kahukowhai » (qui signifie Yellow Cloak).

## Description

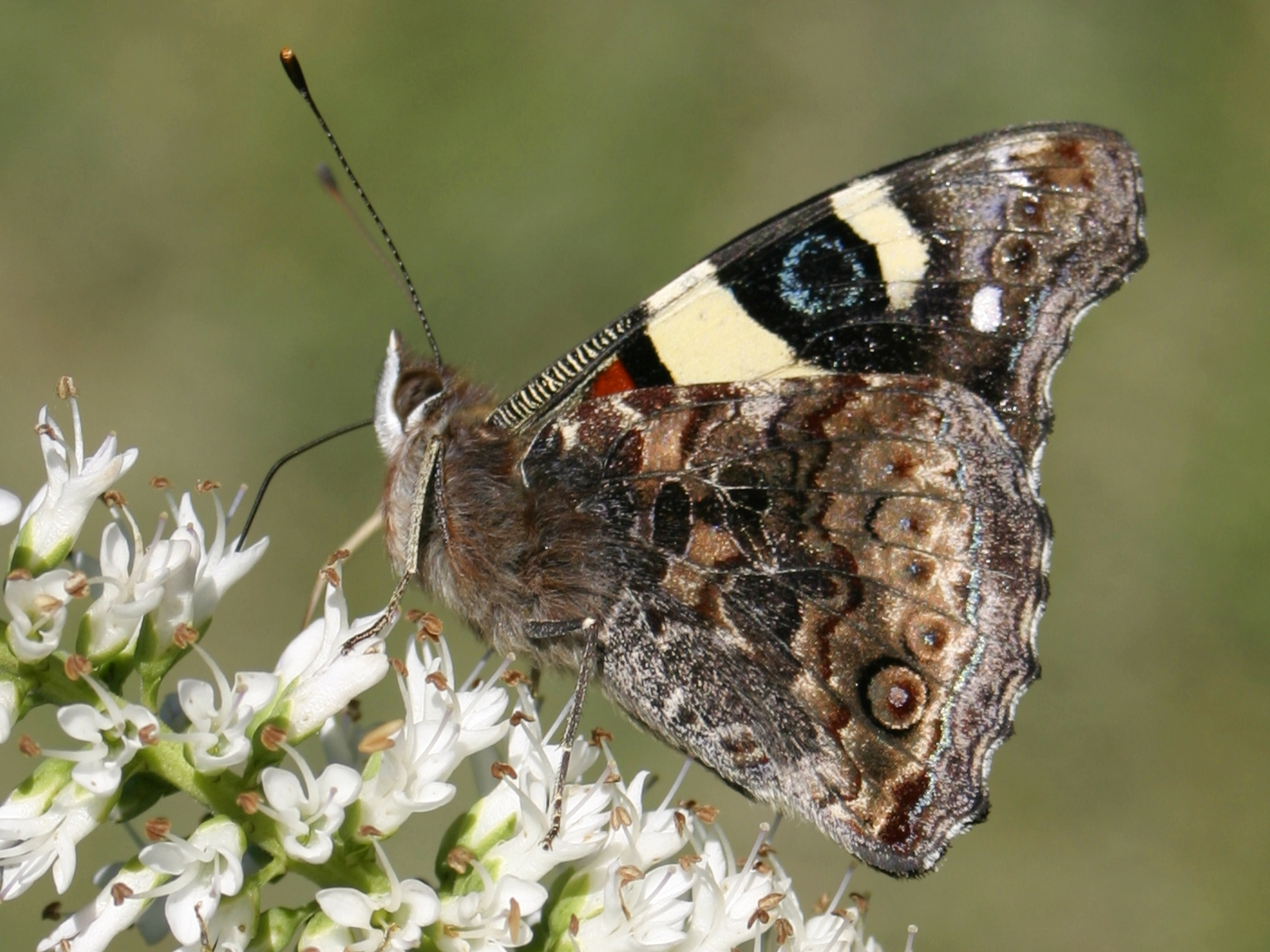
Le revers de Vanessa itea.

Vanessa itea est un grand papillon aux ailes marron et orange. Les ailes antérieures sont orange puis blanches et majoritairement marron orné de taches blanches alors que les portérieures sont majoritairement orange à bordure marron et ligne postmarginale d'ocelles tachées de bleu.
Sur le revers, Vanessa itea présente une aile antérieure colorée d'une bande orange et de deux bandes blanches ainsi que d'un ocelle bleu cachée partiellement au repos par une aile postérieure de couleur unie terne.

### Chenille
Les œufs, vert pâle, donnent des larves gris clair qui deviennent plus foncées.

## Biologie

### Période de vol
Vanessa itea vole toute l'année, mais dans des lieux différents.

### Plantes hôtes
La chenille de Vanessa itea se nourrit d' Urtica (Urtica incisa et Urtica urens) de Parietaria debilis et de Soleirolia soleirolii.

## Écologie et distribution
Vanessa itea réside en Australie et en Nouvelle-Zélande.

### Migration
Au printemps, en Australie Vanessa itea migre vers le sud en compagnie de Vanessa kershawi à partir du nord du Queensland et de la Nouvelle-Galles du Sud.

### Biotope
Vanessa itea accepte des lieux très divers.

### Protection
Pas de statut de protection particulier.